# Psilochorus minutus
Psilochorus minutus là một loài nhện trong họ Pholcidae. Loài này được phát hiện ở México.